# Nowy Ratusz w Chemnitz
Nowy Ratusz w Chemnitz (niem. Neues Rathaus in Chemnitz) – budynek ratusza zlokalizowany na Neumarkt (nowym rynku miejskim) w Chemnitz (Saksonia, Niemcy).

## Historia

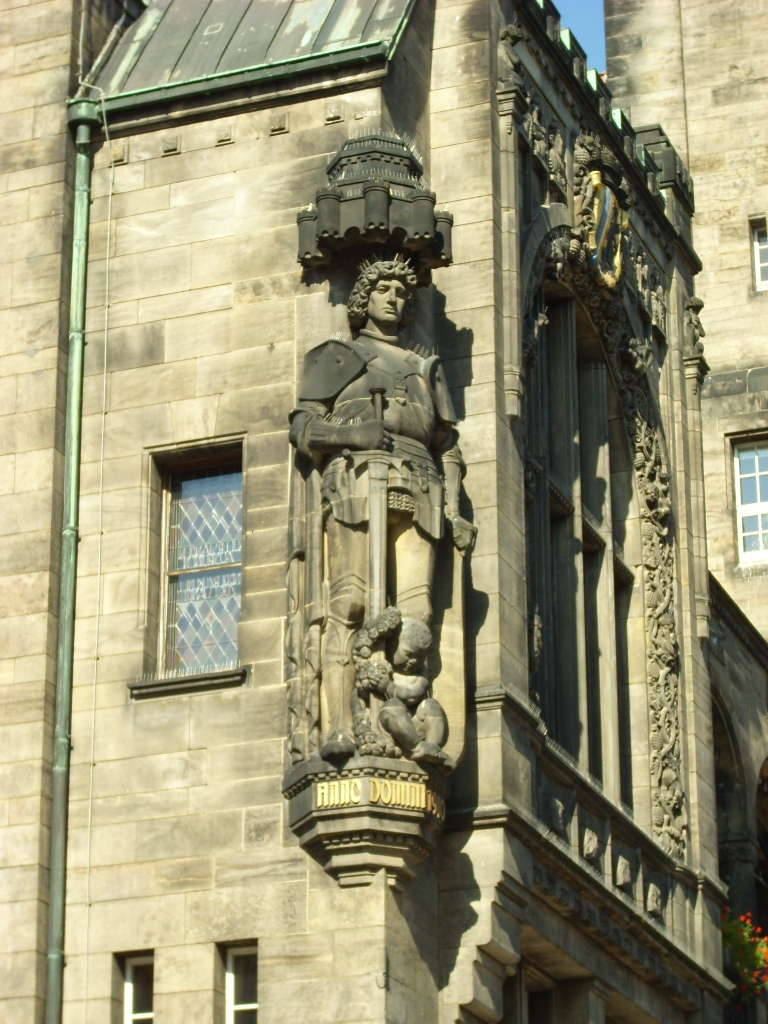
Posąg Rolanda

Nowy Ratusz to trzeci ratusz w Chemnitz. Jego budowa stała się konieczna, gdy na przełomie XIX i XX wieku miasto osiągnęło 100.000 mieszkańców i tym samym stało się dużym miastem (włączono wówczas w obszar Chemnitz liczne przedmieścia, a zaopatrzenie mieszkańców w gaz i wodę, wymagały zwiększonego wysiłku administracyjnego). Kamienica na Beckerplatz, która od 1886 pełniła funkcję ratusza, nie była już w stanie sprostać zwiększonym wymaganiom. Zrealizowano więc plan budowy nowego ratusza, który oddano do użytku w 1911. Został zbudowany według projektu urzędnika budowlanego, Richarda Möbiusa.
Wnętrze budynku utrzymane jest głównie w stylu secesyjnym. Wewnątrz znajduje się mural Praca – Dobrobyt – Piękno autorstwa Maxa Klingera (1918).
W 1978 na wieży zawieszono karylion.

## Posąg Rolanda
Wiele rzeźb na i w ratuszu, zostało stworzonych przez drezdeńskiego rzeźbiarza Aleksandra Höfera. Duże renesansowe okno i przylegający do niego wykusz są także dziełem tego artysty. Höfer stworzył też narożną, pięciometrową figurę Rolanda. Do czasu jej posadowienia na narożniku ratusza miasto było pozbawione symbolu wolności i jurysdykcji, chociaż od dawna miało prawa targowe i prawo do samorządu. W pamiątkowej publikacji poświęconej poświęceniu ratusza napisano: Jako symbol nienaruszalnej miejskiej wolności i niepodległości, jako symbol i strażnik władzy i wielkości, na jakie wzniosła nasze Chemnitz burżuazja i administracja miejska, stoi w miejscu, gdzie przedstawiciele społeczności przychodzą na poważne rady dotyczące jego bogactwa.

## Galeria

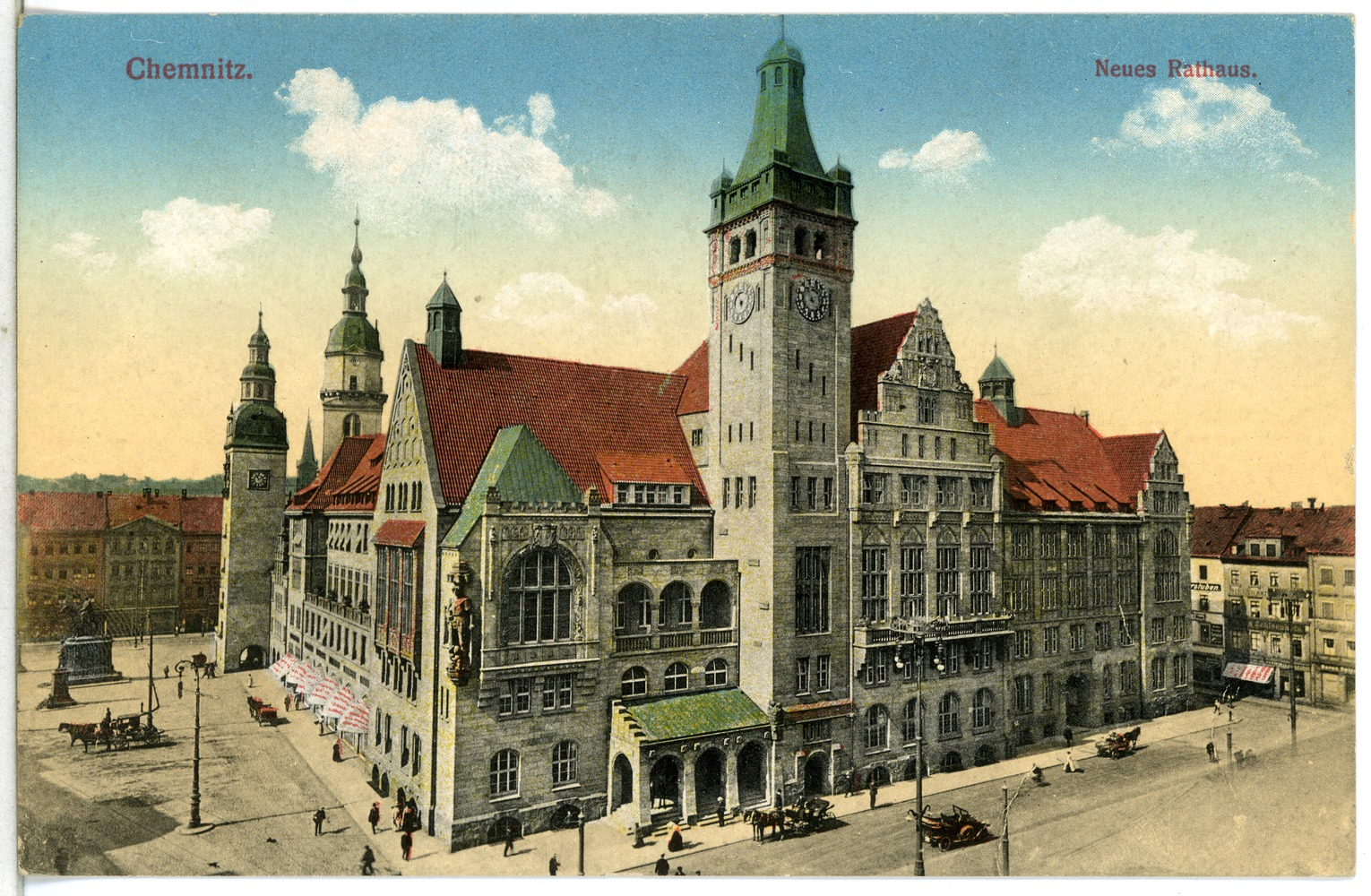
Ratusz w 1912
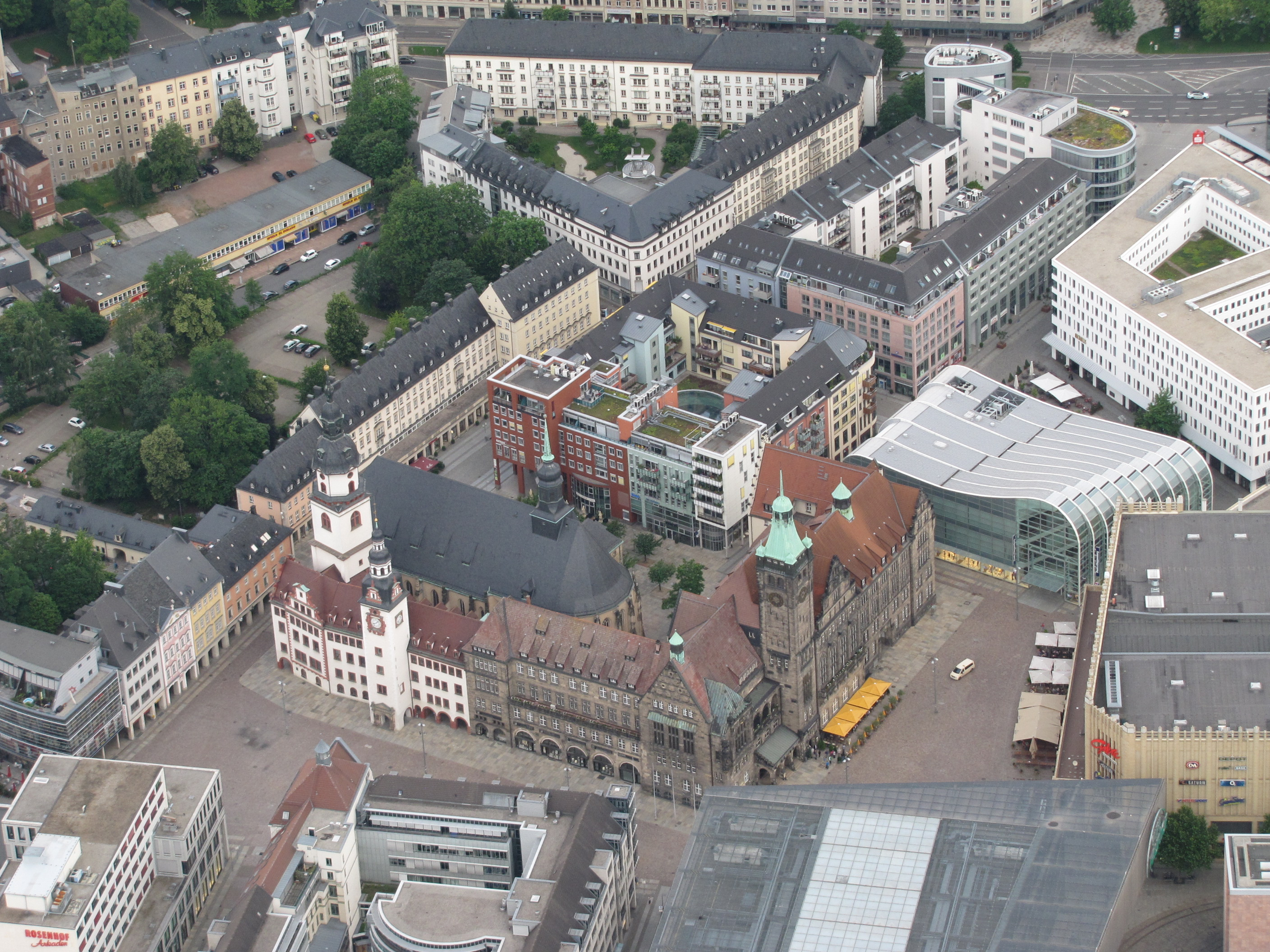
Widok z lotu ptaka
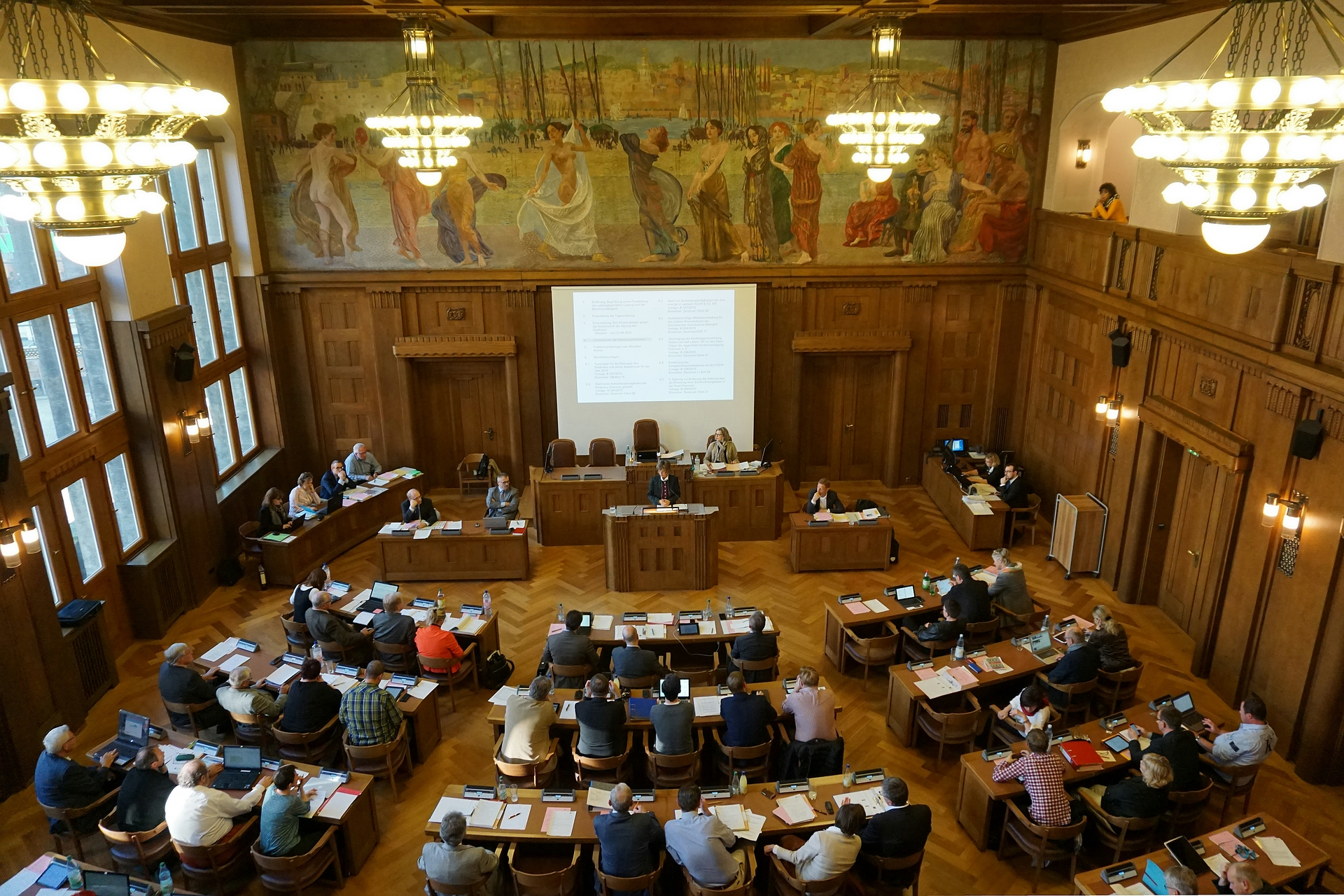
Sala rady miejskiej